# Faculté de technologie et de métallurgie de l'université de Belgrade
La faculté de technologie et de métallurgie de l'université de Belgrade (en serbe cyrillique : Технолошко-металуршки факултет Универзитета у Београду ; en serbe latin : Tehnološko-metalurški fakultet Univerziteta u Beogradu ; en abrégé : TMF) est l'une des 31 facultés de l'université de Belgrade, la capitale de la Serbie. Elle a été fondée en 1948. En 2013, son doyen est le professeur Đorđe Janaćković.

## Histoire

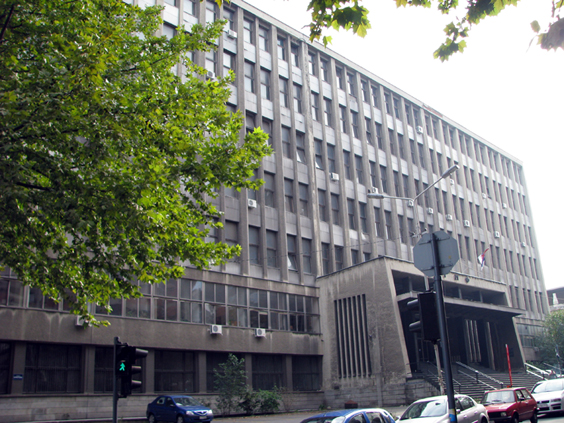
Le bâtiment de la faculté

## Organisation
La faculté est divisée en 17 départements :
- Département de chimie analytique et de contrôle de la qualité[5] ;
- Département d'ingénierie biochimique et de biotechnologie[6] ;
- Département de sciences sociales[7] ;
- Département de chimie physique et d'électrochimie[8] ;
- Département d'ingénierie graphique[9] ;
- Département de génie chimique[10] ;
- Département d'ingénierie de l'environnement[11] ;
- Département des matériaux de construction et des matériaux spéciaux[12] ;
- Département des sciences mathématiques[13] ;
- Département d'ingénierie métallurgique[14] ;
- Département de chimie inorganique appliquée[15] ;
- Département de technique générale[16] ;
- Département de chimie générale et inorganique[17] ;
- Département de chimie organique appliquée[18] ;
- Département de chimie organique[19] ;
- Département de physique appliquée[20] ;
- Département d'ingénierie du textile[21].

## Quelques personnalités
- Petar Škundrić (né en 1947), homme politique, ancien ministre de l'Énergie et des Mines ;
- Velimir Ilić (né en 1951), homme politique, ministre de la Construction et de l'Urbanisme ;
- Verica Kalanović (née en 1954), femme politique, ministre du Développement régional et de l'Autonomie locale.